# Elvira: mazurka
Elvira: mazurka, H. 51, és una obra per a piano solo d'Enric Granados, publicada en paper l'any 1885, i composta entre el 1884 i 1885, que l'autor va dedicar al mestre D. Joan Baptista Pujol i Riu. L'obra és una dansa popular en ritme ternari, caracteritzada per l'accentuació dels segon i tercer temps pròpia de les masurques. Segons el pianista i musicòleg Antonio Iglesias, la filla del compositor, Natalia Carreras, suggerí que el títol es refereix a la mare del músic, Enriqueta Elvira Campiña.